# Karllangia arenicola
Karllangia arenicola är en kräftdjursart som beskrevs av Noodt 1964. Karllangia arenicola ingår i släktet Karllangia och familjen Ameiridae. Inga underarter finns listade i Catalogue of Life.